# 공기청정기
공기청정기(空氣淸淨器, air purifier)는 공기에 포함되어 있는 오염 물질을 정화하여 신선한 공기로 바꾸는 장치이다. 시판중인 상품들은 특히 알레르기, 천식 환자에게 이로우며, 간접 흡연 피해를 줄이기 위해 담배 연기를 제거한다.

## 개요
공기청정기는 전력은 적게 사용하면서도 많은 환경적인 변화를 가져다 준다. 예를 들어, 먼지나 꽃가루, 애완동물의 털, 곰팡이 포자, 집먼지진드기의 배설물들은 민감한 사람에게 알레르기를 일으킨키며, 담배 연기 입자와 휘발성 유기화합물들은 건강에 치명적일 수 있다. 공기청정기는 이러한 공기상의 오염 물질들을 줄이기 위해 사용되며 특히 알레르기와 천식에 시달리는 사람들에게 유용하다. 이 밖에도 주기적으로 해야 하는 집안 청소의 필요성도 덜어준다.
공기청정기는 주로 가정에서 쓰이나, 용도에 따라 사무실, 병원 등 다양한 장소에서 쓰인다.

## 역사
1830년, 유연한 옷깃과 의복이 있는 구리 헬멧으로 구성된 장치의 특허가 찰스 앤서니 딘에게 부여되었다. 헬멧 뒷쪽에 있는 긴 가죽 호스가 공기 공급을 위해 사용되었으며, 원래 개념은 이중 풀무를 사용하여 펌프질을 하는 것이었다. 짧은 파이프는 들이마신 공기를 빠져나갈 수 있게 해주었다. 의복은 끈으로 안전 장치를 한, 가죽이나 밀폐된 옷으로 구성되었다.
1860년대에 존 스텐하우스는 숯 흡수 속성을 공기 정화에 적용하는 2개의 특허를, 각각 1860년 7월 19일과 1867년 5월 21일에 신청하였으며, 이로써 최초의 실용적인 호흡기가 탄생하였다. 수년 뒤, 존 틴들은 연기와 악성 기체를 공기로부터 걸러내는 후드인 소방관의 호흡기 장치에 대한 개선품을 발명하였다.
1950년대에 HEPA 필터가 효율성이 높은 공기 필터로 상용화되었으며, 이는 미국의 맨해튼 프로젝트가 공수 방사성 오염물을 통제하기 위해 사용한 1940년대 이후에 이루어졌다.

## 정화 기술

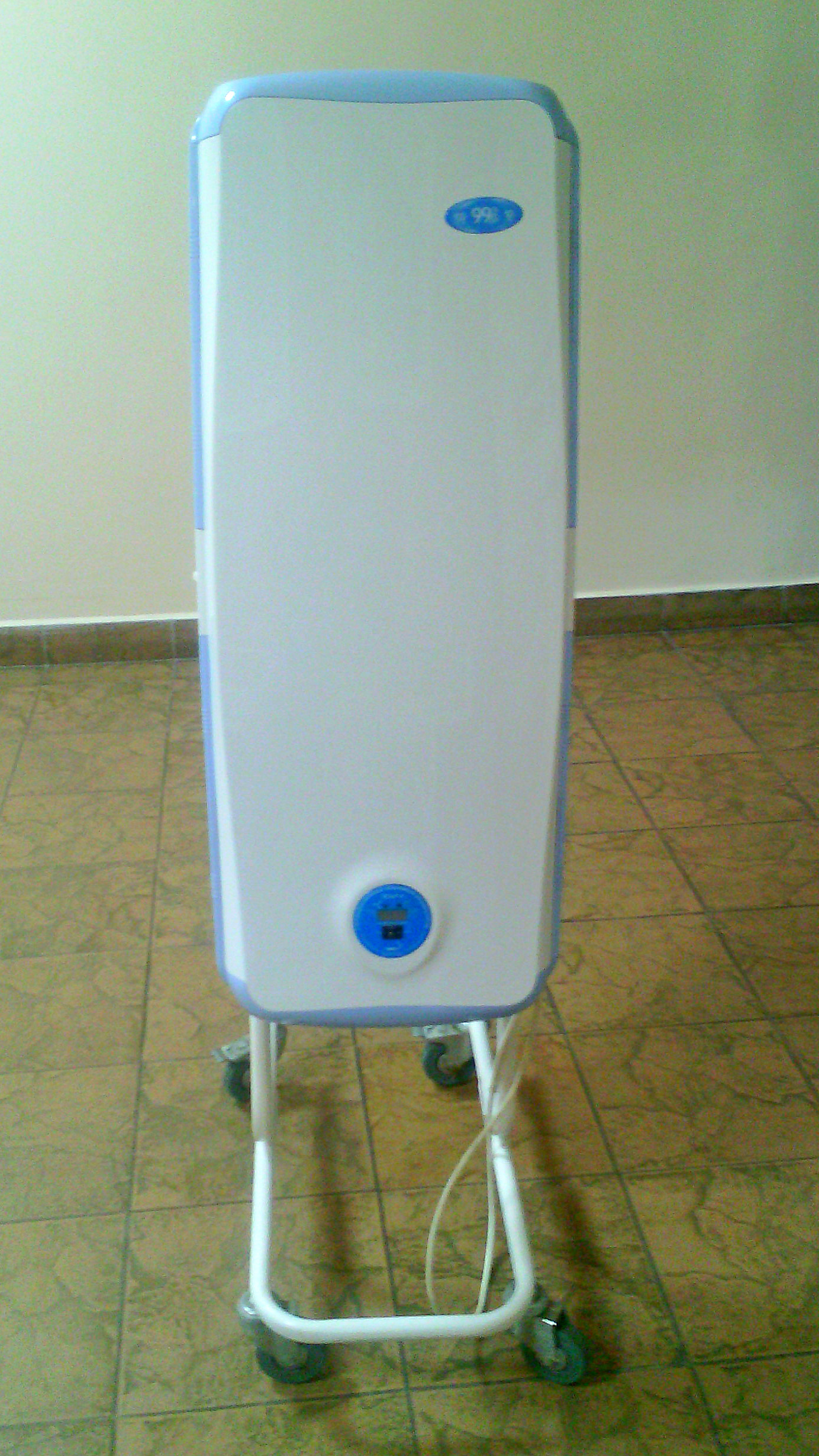
공기청정기

공기를 정화하는 데는 가지각색의 효과를 나타내는 서로 다른 과정들이 사용된다. 각각의 과정들은 여러 가지의 오염 물질을 제거한다. 이와 같이 청정기에서 하나 이상의 과정을 사용하는 것에는 이점이 있다.
일반적인 공기청정기가 사용하는 3가지 방식은 아래와 같다.
- 필터식: 이 방법은 가장 주류가 되고 있는 방식으로, 선풍기나 에어컨과 같이 팬을 이용해 공기를 흡입한 후, 필터로 정화하여 정화된 공기를 다시 배출하는 방식이다. 이 방식을 채용한 공기청정기는 보통 HEPA라는 세세한 부직포의 필터로 미립자를 집진 및 여과하며, 냄새의 경우는 활성탄을 이용해 흡착하는 방법을 사용한다. 전기방전 효과인 '플라즈마 효과'를 이용한 기술인 전기 집진 방식을 같이 사용하고 있는 모델도 있다. 이 밖에도 활성탄 대신에 이산화티탄 광촉매를 채용하거나, HEPA보다 세밀한 필터인 ULPA를 채용한 모델도 있다.

- 이온식: 이온식 공기청정기는 일정한 거리를 띄워 둔 전극에 고전압을 흘려 공중에 이온을 방출시켜 공기 중의 미립자에 부착시키고, +(플러스)극의 집진판에 끌어당겨 입자를 제거하는 방식이다. 소비 전력이 적고 조용하다는 것이 장점이다. 다만 기본적으로 팬이 없기 때문에 정화될 때까지는 다소 시간이 걸리고, 방이 넓을수록 효과가 떨어진다는 것이 단점이다. 이 공기청정기에서 일시적으로 불안정한 이온이 나오고 그것이 바로 산소 분자와 합쳐져 오존 분자를 만들기 때문에 논란이 되기도 했었다.

- 전기집진식: 이온식과 같이 전기적인 방전 원리를 이용하여 강력한 집진력을 가진 집진판으로 오염된 공기를 정화하는 방식으로 이 방식을 채용한 공기청정기를 다른 말로 무필터 정화기, 또는 음이온 정화기라고 한다. 이온식과는 달리 팬이 같이 사용된다. 유지비용이 적고, 미세먼지가 많은 곳에서 사용하면 큰 효과를 볼 수 있으나, 일반적으로 집진 효율은 HEPA 등의 필터를 이용하는 것보다 좋지 않다. 본체 내부도 쉽게 더러워지기 때문에 주기적인 청소가 필요하다는 것이 단점이다. 각종 검사를 통과한 초기 제품은 정상 작동하지만 고장이 나서 비린 냄새가 나는 경우 오존으로 추정된다.

이 밖에도 필터식과 전기집진식 공기청정기의 특성을 결합시킨 복합형 제품도 있다.

## 상품 선택
공기청정기를 선택할 때, 소비자들은 여러 요인에 의해 영향을 받으며 대표적인 것이 청소 능력이다. 이외에도 위험한 기체의 정화 능력, 소음, 필터 교체 주기, 전력 소비, 시각적 요소 등도 포함된다. 이온식 공기청정기는 높은 농도일 경우 위험한 오존을 발생시키는데 오존도 기준치(대한민국의 경우 0.05ppm)를 넘는 오존량을 발생시키는 이온식 공기청정기가 적발되자 2005년 KBS의 추적 60분에서 관련 내용을 방송하기도 하였다. 하지만 최근 이온식 공기청정기는 기준치보다 낮은 양의 오존을 발생시킨다.
공기청정기의 소음은 보통 팬이 장착된 경우 발생하는데, 이는 풍량에 따라 달라지나 다른 가전제품과 비교했을 때 낮은 편이다. 그러나 공기청정기는 다른 가전제품과 달리 거의 하루 내내 작동시키기 때문에 민감한 사용자의 경우 생활이나 취침에 방해를 주기도 한다. 또한 전력 사용료를 걱정하는 소비자의 선택을 돕기 위해, 에너지 스타 같은 에너지 효율 마크가 부착된 제품이 출시되고 있다.
공기청정기에 관한 규격도 존재한다. 미국 에너지부의 경우, 제조업체에게 엄격한 HEPA 규격에 맞춰 생산하도록 하고 있다. 이 규격에 따르면 모든 HEPA 필터는 0.3 마이크로미터 이상 크기의 오염물질을 99.97% 이상 제거해야 한다. 한국공기청정기협회도 실내공기청정기 단체표준규격을 제정하여, 성능 시험을 실시해 규격에 맞춘 제품에 한해서 'CA마크'를 부여하고 있다. 따라서 신뢰할 수 있는 기관의 인증마크가 부착되었는지 확인하는 것도 중요하다.

## 같이 보기
- 공기여과기
- HEPA
- NASA 공기 청정 연구
- 오존